# Хоффман, Дастин
Да́стин Ли Хо́ффман (англ. Dustin Lee Hoffman; род. 8 августа 1937[…], Лос-Анджелес, США) — американский актёр театра, кино, телевидения и озвучивания, кинорежиссёр и продюсер.
К началу 1980-х годов, когда у Хоффмана в активе уже была одна статуэтка премии «Оскар» за главную роль в фильме «Крамер против Крамера», он обладал самым большим количеством ролей «антигероев» среди всех актёров тогдашнего Голливуда. По сей день Хоффман является одним из наиболее трудолюбивых актёров, что выражается в крайне детальных репетициях и помощи коллегам в понимании своих персонажей. Неоднократно называли его и перфекционистом, преданным своему делу.
В копилке ролей актёра множество ярких персонажей: застенчивый девственник Бенджамин Брэддок из «Выпускника», калека-вор «Крысёныш» Риццо в «Полуночном ковбое», седой чудаковатый старик Джек Крэбб из «Маленького большого человека», юморист Ленни Брюс в «Ленни», Карл Бернстин из «Всей президентской рати», невостребованный актёр Майкл Дорси, вынужденный переодеваться в женщину в «Тутси», и даже марафонец Томас Леви из одноимённого фильма. Однако наибольшую славу Хоффману принесли его две «оскароносные» роли: разведённый отец Тед Крамер из социальной драмы «Крамер против Крамера» и аутист Рэймонд Бэббит в «Человеке дождя».
Хоффман — двукратный лауреат премии «Оскар» (1980, 1989; номинировался ещё 5 раз), шестикратный обладатель премии «Золотой глобус» (1968, 1980, 1983, 1986, 1989, 1997; номинировался ещё 7 раз) и трёхкратный победитель премии BAFTA (1969, 1970, 1984; номинировался ещё 5 раз). За жизненные достижения в области мирового кинематографа Хоффману был присуждён почётный «Золотой медведь» Берлинского кинофестиваля (1989), почётная премия «Сезар» (2009) и специальная премия Американского института киноискусства (1999).

## Биография

### Рождение и юность
Второй ребёнок в семье Гарри и Лиллиан Хоффманов, Дастин Ли родился в Лос-Анджелесе, в госпитале Queen of Angels (ныне медицинский центр Hollywood Presbyterian), 8 августа 1937 года. По легенде, распространённой в СМИ, мама Дастина дала ему имя в честь популярного американского певца и актёра Дастина Фарнума. Но, как позже заявляла сама Лиллиан, это «утка» журналистов: «Это неправда. Я не настолько стара, чтобы помнить Дастина Фарнума. Мне просто понравилось имя, поэтому я и назвала его Дастином». Дастин очень медленно подрастал, в три года он ещё не умел разговаривать. Тем не менее, по словам матери Хоффмана, в два с половиной года мальчик уже пытался проехаться на мотороллере.
Мать Лиллиан (урождённая Голд, 1909—1981) — джазовая пианистка. Отец — Гарри Хоффман (1907—1990), в период Великой депрессии сменивший несколько профессий. Родители — потомки еврейских эмигрантов из Российской империи и Румынии. Бабушка и дедушка со стороны отца — Фрэнк Гойхман (1881—1920) и Эстер Черковская (1882—1971) — эмигрировали в Чикаго из Белой Церкви (ныне Киевская область, Украина).
Родители никогда не были особо религиозны. Скорее, как позже вспоминал Дастин Хоффман, они придерживались атеистических взглядов. В поздних интервью Дастин говорил, что жизнь его отца была схожей с биографией основного персонажа пьесы «Смерть коммивояжёра» Уилли Ломана.
Некоторое время он работал ассистентом художника-постановщика, декоратором и реквизитором в компании Columbia Pictures, безуспешно пробовал открыть собственный бизнес по производству мебельной фурнитуры Harry Hoffman Furniture Company, работал агентом по продаже мебели. Приходя домой после работы, Хоффман-старший рассказывал Дастину десяток историй из Голливуда, услышанных от коллег.
Интерес мальчика к актёрскому мастерству развивался и благодаря старшему брату Рональду, который был задействован в качестве статиста в классическом фильме Фрэнка Капры «Мистер Смит едет в Вашингтон». После премьеры картины Рональда никуда не приглашали, и он решил попробовать себя в танцевальном искусстве. Из-за задатков старшего брата Дастин в детстве всегда чувствовал себя «нижестоящим»: «Я всегда был паршивой овцой в семье. Мой брат — напротив, блистал. Классический отличник».

### Школа и высшие учебные заведения
В двенадцать лет, обучаясь в седьмом классе школы John Burroughs High, он впервые появился на театральной сцене, в роли малютки Тима в спектакле по повести Чарльза Диккенса «Рождественская песнь». Его актёрский дебют был слишком коротким, и старшеклассник уговорил Дастина в конце спектакля произнести фразу «Храни нас всех Бог, чёрт побери!» фальцетом, чтобы его образ хоть как-то запомнился зрителям. Хоффман послушался и был исключён из школы на следующий же день.
В качестве туза в рукаве у меня был припрятан Bumble Boogie. На вечеринках первым делом я искал пианино. Потом я присаживался на край дивана, оставляя место для той особенной девушки, что подойдёт ко мне и скажет: «Послушай, а у тебя нежные руки». Она так и не подошла.
В 1952 году Хоффман был переведён в среднюю школу Los Angeles, где научился играть на пианино. Он музицировал каждый день и мечтал о карьере профессионального пианиста. Дастина даже приглашали на школьные мероприятия, когда сами музыканты не могли их посетить, несмотря на то, что он знал всего лишь одну песню — Bumble Boogie ансамбля B. Bumble and the Stingers. Кроме любви к пианино, Хоффман был очень трудолюбивым мальчиком. Помимо того, что он числился членом школьной теннисной команды, мальчик ещё и продавал газеты The Daily Mirror на улицах Голливуда.
В 16—17 лет, как говорил сам Хоффман, он был «ребёнком, который всегда был слишком маленьким, носил брекеты на зубах и обладал одной из худших коллекций прыщей во всём Лос-Анджелесе». В 1955 году Хоффман успешно окончил среднюю школу и поступил в городской колледж Санта-Моники, где планировал выучиться на музыканта. Однако обучение в колледже отдавало предпочтение актёрскому мастерству, а не музыке, поэтому Хоффман покинул заведение и поступил в Лос-Анджелесскую консерваторию (ныне Калифорнийский институт искусств), на факультет классического и джазового пианино. Через два года Хоффман окончательно понял, что актёрство доставляет ему больше всего наслаждения и удовольствия. После осознания этого юноша покинул очередное учебное заведение и подал документы в театральную школу Pasadena Playhouse, где и освоил азы актёрского мастерства.
В классе, в который Хоффман попал при поступлении в Pasadena Playhouse, он сразу понял, что он худший актёр из всех. Только застенчивый характер и заинтересованность девушками привели его в актёрскую среду. «Я попал в актёрство, и поэтому мог встречаться с девушками», — говорил позже Хоффман —, «Красивые пришли позже. В самом начале я хотел стартовать с тех, у кого были две ноги, кто мог улыбаться и быть нежной. Когда дело доходило до поцелуев, я никогда не мог этого сделать. Я был „Никогда Не Целующимся Королём“. Впервые я поцеловался, вы не поверите, в своём классе, где было задание взять девушку на руки и поцеловать в губы». Примечательно, что одной из одноклассниц Хоффмана была Барбра Стрейзанд. Хоффман продолжал разбивать сердца и далее, после чего театральные режиссёры Pasadena Playhouse заприметили юного актёра и пригласили его на первую роль адвоката в постановке по пьесе Артура Миллера «Вид с моста». Режиссёр спектакля Барни Браун почувствовал, что в Хоффмане есть задатки, позволяющие хорошо сыграть роль.
После того как Хоффман несколько раз поучаствовал в постановке, Браун подошёл к нему и сказал: «Я говорю тебе, парень, в тебе что-то есть. На то, чтобы и люди поняли это, уйдёт много времени. Но ты добьёшься своего. Как быстро? Думаю, тебе стукнет 30, когда это случится». Слова режиссёра задели Дастина за живое и он, поняв, что в Калифорнии ему ничего не светит, собрал вещи и переехал в Нью-Йорк. За окном стоял 1958 год.

### Поездка в «Большое яблоко» и поступление в «Актёрскую студию»
В первый день моей работы в больнице случился забавный случай, я страшно испугался. По лестнице спускался парень средних лет. Он сказал мне: «Я выбираюсь отсюда в следующее воскресенье. Моя жена — старая датская уборщица. У тебя милые зубки, сынок, твои?». Внезапно, ни с того, ни с сего, парень стал издавать звуки электрической бритвы и ушёл так же быстро, как и появился. Это было что-то.
Друзья Хоффмана были обескуражены намерением Дастина переехать в другой город из-за того, что на тот момент у Нью-Йорка была репутация «огромной свалки для актёров». Родителей Хоффману также пришлось убеждать, что он принимает правильное решение. Невзирая на то, что пунктом назначения Дастина был Нью-Йорк, он решил повидать всю страну, прежде чем вернуться в актёрскую рутину мегаполиса. Основное время за эти три месяца Хоффман провёл в городах Стимбот-Спрингс и Фарго, в каждом из которых был вовлечён в создание спектаклей по одним из самых популярных в Америке пьес: «Двое на качелях» Уильяма Гибсона, «Смерть коммивояжёра» Артура Миллера и «Время твоей жизни» Уильяма Сарояна.
По прибытии в Нью-Йорк, Хоффман первым делом начал искать себе театральную школу. Подходящей по всем его требованиям оказалась «Актёрская студия», возглавляемая Ли Страсбергом. Перед принятием в школу, каждый претендент должен был пройти прослушивание у самых известных режиссёров, работающих там. Хоффман ещё никогда не нервничал так, как тогда. Его первое прослушивание, по его словам, было катастрофой. Он приходил в «Студию» четыре раза, и каждый оказывался провальным. Дастин смирился с такой неудачей и продолжил поиск школ в округе.
Через несколько месяцев в квартире Хоффмана раздался телефонный звонок и голос в трубке сообщил: «Вы приняты в „Актёрскую студию“». Руководитель школы — Ли Страсберг — обучал в ней таких звёзд, как Марлон Брандо, Джордж К. Скотт и Мэрилин Монро. Страсберг всячески помогал Хоффману вникнуть в школьную программу и познакомиться поближе с актёрским искусством. Под руководством Страсберга находились и два соседа по комнате Дастина — тогда ещё никому неизвестные Роберт Дюваль и Джин Хэкмен. Впрочем, с Джином Дастин был знаком ещё по Pasadena Playhouse. 
В перерывах между обучением в «Актёрской студии» Хоффман подрабатывал ассистентом психиатра в психиатрической больнице, чтобы хоть как-то отвлечься от актёрства.
Месяц спустя Хоффман понял, что работать с душевно больными ему надоело, и временно стал наборщиком в одной из редакций Бронкса. Дастин был очень эффективным и действенным работником, способным напечатать восемьдесят слов в минуту. Через некоторое время Хоффман сменил и эту работу, устроившись в отдел игрушек одного из универмагов Macy's. Вскоре он осознал, что надо подыскивать место поближе к «Актёрской студии». Таким оказался театр Longacre, где Хоффман занимал должность гардеробщика на протяжении следующих шести месяцев. Во время спектаклей он незаметно заходил в зрительный зал и наблюдал за игрой актёров. Позже стиль некоторых из них Хоффман использовал в собственном актёрстве.
Переезд в Нью-Йорк полностью поменял Хоффмана, он стал более легко общаться с женщинами. Он читал им поэзию Карла Сэндберга и играл на пианино. Роберт Дюваль, сосед Хоффмана по комнате, позже говорил: «У Дастина было больше всего девушек среди тех, кого я когда-либо знал — больше, чем даже Джо Нэмэт вообще мог мечтать». Хоффман начал отращивать длинные волосы и целиком сменил свой гардероб, начав носить кожаные сапоги, синие джинсы и жилетку без рубашки. Его любимым средством передвижения стал мотоцикл.

### Окончание учёбы и успех вбродвейскихпостановках
В последующие несколько месяцев Хоффман продолжал играть в бродвейских спектаклях, не забывая об учёбе в «Актёрской студии». После окончания репетиции одной из постановок актёр отправился в дом своей возлюбленной, чтобы приготовить фондю на ужин. Внезапно горшок с фондю каким-то образом взорвался и все раскаленное масло, находящееся внутри, оказалось на полу, устроив небольшой пожар. Хоффман пытался потушить его собственными руками, получив, тем самым, ожоги третьей степени. Он отказался ехать в больницу, мотивируя это тем, что скоро у него премьера спектакля. Ожоги оказались ещё более серьёзными, чем он вообще предполагал — серьёзная инфекция попала в кровоток. Результат — госпитализация на месяц. Через четыре недели после восстановления Хоффман вернулся к активной театральной работе, однако руки у актёра были покрыты специальной марлей ещё долгое время.
В 1966 году Хоффман успешно окончил «Актёрскую студию» с дипломом. Вскоре он впервые услышал о грядущей премьере спектакля «Путешествие пятой лошади» по пьесе писателя Рональда Рибмана. Сначала режиссёр Ларри Аррик не собирался брать его на главную роль по причине того, что, по его мнению, Хоффман «недостаточно отдавался репетициям», но после убеждения Аррика в обратном Дастин был официально утверждён.
21 апреля 1966 года релиз постановки состоялся в театре New York's Off-Broadway American Place Theatre (ныне The American Place Theatre). Сюжет спектакля и пьесы повествует о русском землевладельце Чулкатурине, который, скончавшись в юном возрасте, оставляет дневник, в котором описана вся его жизнь. На смертном одре он просит служанку сжечь дневник после его кончины. Не послушавшись работодателя, она пытается продать книгу известному издателю. Сам Хоффман перевоплотился в Зодитча — жёсткого старого клерка, работающего в издательстве, и ответственного за прочтение дневника.
Несмотря на почти абсолютную неудачу спектакля у критиков, актёрская игра Хоффмана высоко оценивалась театральными журналистами. Стэнли Кауффманн из The New York Times писал:

Зодитч в исполнении Дастина Хоффмана перенял от него жизнестойкость и ловкость. Применяя острые комедийные методы, он делает этого непривлекательного мужчину смешным и жалким. Мистеру Хоффману ещё нет тридцати. Возможно (если безумие театрального мира позволит), мы ещё увидим создание его экстраординарной карьеры.— Стэнли Кауффманн, 
Роль клерка Зодитча принесла Дастину Хоффману первую в жизни награду — престижную премию Obie за лучшую мужскую роль года.
В биографии Хоффмана отдельный эпизод занимает и ещё один спектакль с его участием — Eh? по одноимённой пьесе Генри Ливингса. Режиссёром выступил тогда ещё начинающий актёр Алан Аркин. Аркин стал третьим постановщиком, взявшимся за этот спектакль, тогда как двое других отказались от участия в проекте из-за творческих разногласий. Премьера состоялась в октябре 1966 года в театре Circle in the Square. В первый раз в своей карьере Хоффман исполнил главную роль — «недалёкого» управляющего бойлерной комнатой Валентайна Броса, устроившегося на эту работу из-за профсоюза, а также её лёгкости.
Перевоплощение Хоффмана было положительно воспринято большинством театральных критиков. Некоторые называли игру актёра «смесью Ринго Старра и Бастера Китона», некоторые сравнивали проделанную Хоффманом работу с Чарли Чаплином в ленте «Новые времена». Сам спектакль стал разгромным хитом, а Дастин Хоффман удостоился премий «Драма Деск» и Theatre World Award.

### Первые роли: «Выход тигра» и «Миллион Мэдигана»
Октябрь 1966 года принёс Хоффману первую роль в кино. После премьеры Eh? он окончательно зарекомендовал себя серьёзным театральным актёром, получавшим все больше признания со стороны критиков. Театральные декорации сменились кинопавильонами: Хоффман дебютировал в кинематографе, исполнив сорока пяти секундную эпизодическую роль хиппи Хэпа в комедии «Выход тигра». В главных ролях были задействованы Илай Уоллак и его супруга Энн Джексон, а сценарий фильма был основан на пьесе «Тигр» писателя Мюррея Шисгала.
Хоффману не пришлось далеко летать, дабы сыграть свои сорок пять секунд — режиссёр Артур Хиллер проводил съёмки прямо в Нью-Йорке. В сентябре 1966 года релиз картины состоялся, но на афишах актёр занял всего лишь девятнадцатую позицию в перечислении ролей. Хоффман понимал, что этого мало, и для главной роли в голливудском хите ему надо набраться опыта в менее известных фильмах. Таким и оказалась итало-испанская детективная комедия «Миллион Мэдигана». Съёмки стартовали в апреле 1967 года, кресло режиссёра занял Стэнли Прэджер. Первоначально на главную роль планировался известный актёр Джордж Рафт, но отказался от предложения за несколько недель до начала съёмочного процесса. Успеху фильма помешал жалкий бюджет и незадачливый сценарий. По окончании съёмок, Хоффман вернулся в Нью-Йорк, где доиграл в спектакле Eh? и ждал следующих предложений от режиссёров.

### «Выпускник» и первые номинации на «Оскар»
На одном из показов Eh? Хоффмана заметили тогда ещё начинающий режиссёр Майк Николс и его друг, продюсер Лоуренс Турман. На тот момент они обдумывали идею экранизации бестселлера «Выпускник» писателя Чарльза Уэбба и искали молодого человека, который точно бы соответствовал их замыслам. Несмотря на то, что им больше бы подошёл тип «блондин-сёрфер», актёрская игра Хоффмана полностью разубедила мужчин. После окончания спектакля Николс и Турман поверили в то, что в Хоффмане есть необходимые элементы, которые заставят персонажа работать.
Роль, предназначавшаяся Хоффману, — Бенджамин Брэддок, девственный и невинный выпускник колледжа, соблазнённый более взрослой женщиной — миссис Робинсон, сыгранной Энн Бэнкрофт. В начале съёмочного процесса Хоффману было 30 лет, тогда как персонажу романа Бену Брэддоку только-только исполнилось 20. Невзирая на это, Николс надеялся, что талант Хоффмана превзойдёт этот недостаток. По прибытии в Голливуд Дастин оказался одним из многочисленных кандидатов, пробовавшихся в десятиминутной сцене с актрисой Кэтрин Росс. Позже он вспоминал: «Я так нервничал и уставал, что не мог сконцентрироваться. Я постоянно забывал свои реплики и делал всё ужасно. Я знал, что не получу эту роль». Перед самой кинопробой Хоффман обнаружил, что ему придётся участвовать в любовной сцене: «В „Актёрской студии“ я никогда не просил девушку помочь с любовной сценой. Как и ни одна девушка не просила меня», — говорил он. Сама Кэтрин Росс также считала, что кастинг обернётся катастрофой.
Фильм «Выпускник» (1967) называют первым кинематографическим опытом Хоффмана. Этот дебют был отмечен большим количеством наград. Не считая призов, присуждённых фильму и режиссёру, молодой актёр был отмечен премиями BAFTA и Золотой глобус за лучший дебют, а также номинирован на премию «Оскар» за лучшую мужскую роль. Фильм входит в первую двадцатку 100 лучших фильмов по версии AFI. Изначально на эту роль пробовались Уоррен Битти и Роберт Редфорд, так как в сценарии главный герой — Бенджамин Брэддок — характеризовался как высокий спортивный блондин. Однако именно неловкость и неприкаянность в глазах Хоффмана позволили создать запоминающийся образ.
Следующий неоспоримый успех достигнут актёром в роли Энрико Риццо, маленького несчастного афериста по кличке Ratso («Крысёныш») в фильме «Полуночный ковбой» (1969). Критики предсказывали фильму полный провал. Однако их прогнозы не подтвердились.
Хоффман очень много вложил в эту роль. Изображая чахоточный кашель, Хоффман один раз так разошёлся, что его вырвало на партнёра, Джона Войта. Сам фильм и актёрский дуэт Хоффмана и Войта был отмечен большим количеством наград. При этом если британские академики признали Дастина Хоффмана актёром года сразу за две его роли (в фильмах «Полуночный ковбой» и «Джон и Мэри»), то их американские коллеги оказались не готовы к новым лицам кинематографа и ограничились только номинацией на лучшую мужскую роль года.

### Настоящая популярность и два «Оскара»
На Хоффмана появляется ажиотажный спрос. Он, уже достаточно тщательно выбирая предложения, снимается не менее чем в одном фильме в год. От юноши до 120-летнего старца в историческом вестерне «Маленький большой человек» (1970), отторгнутый окружающими, но защищающий своё право интеллектуал из «Соломенных псов» (1971), созданный совместно с Бобом Фоссом незабываемый образ известного актёра, умершего при загадочных обстоятельствах, — Ленни Брюса в фильме «Ленни» (1974), — всё это значимые элементы развития американского кинематографа семидесятых. Для работы над образом Брюса Хоффман пообщался с десятками друзей и близких сатирика и записал их слова на диктофон.
Хоффман некоторое время был режиссёром фильма «Испытательный срок», а также его продюсером. Он также подобрал несколько актёров на роли (Гэри Бьюзи, Эммет Майкл Уолш и другие). Тем не менее, просмотрев снятые кадры, Хоффман остался настолько не удовлетворён своей работой, что прекратил режиссировать фильм.
1979 год принёс Дастину Хоффману главную роль в фильме «Крамер против Крамера» и ожидаемый «Оскар» за лучшую мужскую роль. Фильм был номинирован на различные кинопремии в различных номинациях более 50 раз, из них в 35 одержал победу. Хоффман был признан лучшим актёром по мнению Ассоциации иностранной прессы, Объединения кинокритиков Канзаса, Лос-Анджелеса, Нью-Йорка и Национального совета кинокритиков США.
Фильм режиссёра Сидни Поллака 1982 года «Тутси» имел большой успех в прокате, в том числе и на пространстве бывшего СССР. При бюджете в 22 миллиона фильм только в Америке собрал выручки от демонстрации в кинотеатрах более 177, а от проката на различных носителях — более 94 миллионов долларов США. Дастин Хоффман выступил в дуэте с Джессикой Лэнг. Он, уже популярный актёр, в достаточной степени влиял на съёмочный процесс: настоял на том, чтобы роль его соседа исполнил Билл Мюррей, уговорил Сидни Поллака сыграть его агента, наконец, назвал фильм кличкой собаки своей матери. Фильм включён в 100 лучших американских фильмов за 100 лет по версии AFI, Дастин Хоффман получил за роль Дороти сразу несколько кинематографических наград, включая Золотой глобус и премию BAFTA как лучший актёр года.
Крупный провал ожидал один из следующих фильмов — «Иштар» (1987), в котором Хоффман сыграл вместе с Уорреном Битти. Фильм получил негативную оценку критиков и три номинации на антипремию Золотая малина. Фильм не демонстрировался в советском или российском прокате, а в определённых кругах американских поклонников стал культовым, несмотря на провал.
Следующий год принёс крупный успех фильму Барри Левинсона «Человек дождя» (1988), во многом благодаря актёрскому таланту Хоффмана. За роль больного аутизмом Рэймонда Бэббита он получил второй «Оскар» и пятый «Золотой глобус». Артист вспоминает, что на первом этапе он очень негативно оценивал своё воплощение образа и спустя три недели после начала съёмок даже просил Левинсона: «Пригласи (на роль) Ричарда Дрейфуса, пригласи кого-нибудь ещё, Барри, это худшая работа в моей жизни». Тем не менее, позже Хоффману роль понравилась. Для создания образа он более года провёл с аутистами и их семьями, особенно сблизился с двумя из них. Они в итоге и стали прототипами главного героя.

### 1990-е и 2000-е
С начала девяностых Дастин Хоффман снимается в картинах разных жанров: экранизации популярных комиксов «Дик Трейси» (1990) совместно с Уорреном Битти и Аль Пачино; в гангстерской саге «Билли Батгейт» (1991) совместно с Николь Кидман; в сказке со старым сюжетом, но по-новому переосмысленной Стивеном Спилбергом «Капитан Крюк» (1991, для Хоффмана это была первая роль в фильме-сказке); в фильме-катастрофе «Эпидемия» (1995) с Морганом Фрименом и Рене Руссо; в криминальной драме «Спящие» (1996). Эти фильмы имели неплохой коммерческий успех, но эксплуатировали в первую очередь популярность актёра, а не его драматическое мастерство. Подтверждается это и полным отсутствием значимых кинематографических наград у Хоффмана в этот период творчества.
Иначе прозвучал в 1997 году фильм «Плутовство» Барри Левинсона. Сатирическая комедия на грани чёрного юмора с запоминающимися образами Хоффмана и Де Ниро была номинирована на многочисленные кинопремии, но принесла только специальный приз жюри Берлинского кинофестиваля. Сам Дастин Хоффман, номинировавшийся на премию «Оскар», уступил её Джеку Николсону в фильме «Лучше не бывает».
За последнее десятилетие Хоффман принимал участие в ряде кинопроектов, художественная ценность которых вызывает споры, но становившимися коммерчески успешными в прокате (данные о кассовых сборах — на май 2010 года): в драматической фантазии о судьбе Джеймса Барри «Волшебная страна» (бюджет — 25,0 млн, сборы — 116,7 млн долларов США), в комедии «Знакомство с Факерами» (80,0 / 279,1 соответственно), в триллере 2006 года по одноимённому роману Патрика Зюскинда «Парфюмер: История одного убийцы» (65,8 / 135,0).
Более соответствует уровню таланта Дастина Хоффмана его роль в драме «Последний шанс Харви» (2008 год), за которую он был номинирован на премию Золотой глобус, но уступил награду Колину Фарреллу. В настоящее время актёр менее задействован в кино, но принимает участие в телевизионных проектах канала HBO и озвучивании мультипликационных фильмов. Кроме того, Хоффман дебютировал в качестве режиссёра на съёмочной площадке фильма «Квартет», выход которого в прокат состоялся в 2012 году.

## Личная жизнь
Первый брак Дастина Хоффмана был зарегистрирован 4 мая 1969 года с балериной Энн Бьёрн (род. 1943), которая после свадьбы оставила сцену ради семьи. До этого она состояла в браке и имела ребёнка — Карину (род. 1966), которая была впоследствии Хоффманом удочерена. В браке родилась вторая дочь — Дженна (род. 1970). В 1975 году, как только Хоффман закончил съёмки в фильме «Вся президентская рать», Бьёрн возобновила свои выступления. Хоффману на это время пришлось взять на себя все домашние хлопоты. Из-за этого он даже отклонил роль в фильме Ингмара Бергмана «Змеиное яйцо». Это привело к напряжённости в семье. 6 октября 1980 года брак был расторгнут.
Менее чем через неделю, 12 октября 1980 года, Хоффман сочетался браком с адвокатом Лайзой Готтсеген. У пары родилось четверо детей: Джейкоб Эдвард (род. 1981), Ребекка (род. 1983), Максвелл Джеффри (род. 1984) и Александра Лидия (род. 1987).
Актёр поддерживает тёплые дружеские отношения с Уорреном Битти и, по-прежнему, с товарищами студенческой юности Джином Хэкменом и Робертом Дювалем.
В политике Хоффман придерживается либеральных взглядов. Долгое время поддерживал Демократическую партию США и независимого кандидата Ральфа Нейдера.
В 1997 году, наряду с другими известными актёрами и руководителями Голливуда, Хоффман подписал открытое письмо немецкому канцлеру Гельмуту Колю, опубликованное в газете International Herald Tribune, в котором заявлялось о недопустимости ущемления религиозных прав последователей саентологии в Германии.
27 апреля 2012 года Дастин Хоффман спас жизнь 27-летнему юристу Сэму Демпстеру. В тот день у Демпстера остановилось сердце, когда он совершал пробежку по Гайд-парку. Прогуливавшийся рядом Хоффман немедленно позвонил в службу спасения. Приехавшие врачи доставили Демпстера в больницу и возобновили работу его сердца. В больнице Демпстер заявил, что благодарен Хоффману.

## Фильмография

### Кинематограф
| Год  |    | Русское название                                                    | Оригинальное название                                                       | Роль                      |
| ---- | -- | ------------------------------------------------------------------- | --------------------------------------------------------------------------- | ------------------------- |
| 1967 | ф  | Выход тигра                                                         | The Tiger Makes Out                                                         | эпизод, хиппи Хэп         |
| 1967 | ф  | Выпускник                                                           | The Graduate                                                                | Бенджамин Бреддок         |
| 1968 | ф  | Миллион Мэдигана                                                    | Madigan's Million                                                           | Джейсон Фистер            |
| 1969 | ф  | Воскресный отец                                                     | Sunday Father                                                               | эпизод                    |
| 1969 | ф  | Полуночный ковбой                                                   | Midnight Cowboy                                                             | Энрико Риццо              |
| 1969 | ф  | Джон и Мэри                                                         | John and Mary                                                               | Джон                      |
| 1970 | ф  | Маленький большой человек                                           | Little Big Man                                                              | Джек Крабб                |
| 1971 | ф  | Кто такой Гарри Келлерман и почему он говорит обо мне ужасные вещи? | Who Is Harry Kellerman and Why Is He Saying Those Terrible Things About Me? | Джорджи Солоуэй           |
| 1971 | ф  | Соломенные псы                                                      | Straw Dogs                                                                  | Дэвид Самнер              |
| 1972 | ф  | Альфредо, Альфредо                                                  | Alfredo, Alfredo                                                            | Альфредо                  |
| 1973 | ф  | Мотылёк                                                             | Papillon                                                                    | Луи Дега                  |
| 1974 | ф  | Ленни                                                               | Lenny                                                                       | Ленни Брюс                |
| 1976 | ф  | Вся президентская рать                                              | All the President’s Men                                                     | Карл Бернстин             |
| 1976 | ф  | Марафонец                                                           | Marathon Man                                                                | Томас Леви                |
| 1978 | ф  | Испытательный срок                                                  | Straight Time                                                               | Макс Дембо                |
| 1979 | ф  | Агата                                                               | Agatha                                                                      | Уолли Стэнтон             |
| 1979 | ф  | Крамер против Крамера                                               | Kramer vs. Kramer                                                           | Тед Крамер                |
| 1982 | ф  | Тутси                                                               | Tootsie                                                                     | Майкл Дорси/Дороти Майклс |
| 1987 | ф  | Иштар                                                               | Ishtar                                                                      | Чак Кларк                 |
| 1988 | ф  | Человек дождя                                                       | Rain Man                                                                    | Рэймонд Баббит            |
| 1989 | ф  | Семейное дело                                                       | Family Business                                                             | Вито Макмаллен            |
| 1990 | ф  | Дик Трейси                                                          | Dick Tracy                                                                  | Мумблес                   |
| 1991 | ф  | Билли Батгейт                                                       | Billy Bathgate                                                              | Голландец Шульц           |
| 1991 | ф  | Капитан Крюк                                                        | Hook                                                                        | Капитан Крюк              |
| 1992 | ф  | Герой                                                               | Hero                                                                        | Бернард (Берни) Ла-Плант  |
| 1995 | ф  | Эпидемия                                                            | Outbreak                                                                    | полковник Сэм Дэниелс     |
| 1996 | ф  | Американский бизон                                                  | American Buffalo                                                            | Уолт Тичер                |
| 1996 | ф  | Спящие                                                              | Sleepers                                                                    | Денни Снайдер             |
| 1997 | ф  | Безумный город                                                      | Mad City                                                                    | Макс Брэкетт              |
| 1997 | ф  | Плутовство                                                          | Wag the Dog                                                                 | Стэнли Мотсс              |
| 1998 | ф  | Сфера                                                               | Sphere                                                                      | Норман Гудман             |
| 1999 | ф  | Жанна д’Арк                                                         | The Story of Joan of Arc                                                    | Видение Жанны д’Арк       |
| 2002 | ф  | Миля лунного света                                                  | Moonlight Mile                                                              | Бен Флосс                 |
| 2003 | ф  | Афера                                                               | Confidence                                                                  | Уинстон Кинг              |
| 2003 | ф  | Вердикт за деньги                                                   | Runaway Jury                                                                | Уэнделл Рор               |
| 2004 | ф  | Волшебная страна                                                    | Finding Neverland                                                           | Чарльз Фроман             |
| 2004 | ф  | Взломщики сердец                                                    | I Heart Huckabees                                                           | Бернард                   |
| 2004 | ф  | Лемони Сникет: 33 несчастья                                         | Lemony Snicket’s A Series of Unfortunate Events                             | Критик                    |
| 2004 | ф  | Знакомство с Факерами                                               | Meet the Fockers                                                            | Берни Факер               |
| 2005 | ф  | Бешеные скачки                                                      | Racing Stripes                                                              | Такер                     |
| 2005 | ф  | Потерянный город                                                    | The Lost City                                                               | Мэйер Лэнски              |
| 2006 | ф  | Персонаж                                                            | Stranger Than Fiction                                                       | профессор Джулс Хилберт   |
| 2006 | ф  | Парфюмер: История одного убийцы                                     | Perfume: The Story of a Murderer                                            | Джузеппе Балдини          |
| 2006 | ф  | Отпуск по обмену                                                    | The Holiday                                                                 | эпизод, камео             |
| 2007 | ф  | Лавка чудес                                                         | Mr. Magorium’s Wonder Emporium                                              | Эдвард Магориум           |
| 2008 | мф | Кунг-фу панда                                                       | Kung Fu Panda                                                               | Мастер Шифу               |
| 2008 | ф  | Последний шанс Харви                                                | Last Chance Harvey                                                          | Харви Шайн                |
| 2008 | мф | Приключения Десперо                                                 | The Tale of Despereaux                                                      | Крыса Роскуро             |
| 2010 | ф  | По версии Барни                                                     | Barney’s Version                                                            | Израиль «Изя» Панофски    |
| 2010 | ф  | Знакомство с Факерами 2                                             | Little Fockers                                                              | Берни Факер               |
| 2011 | мф | Кунг-фу панда 2                                                     | Kung Fu Panda 2                                                             | Мастер Шифу               |
| 2014 | ф  | Повар на колёсах                                                    | Chef                                                                        | Рива                      |
| 2014 | ф  | Хористы                                                             | Boychoir                                                                    | Мастер Карвелл            |
| 2015 | ф  | «Ахап Ереч» Роальда Даля                                            | Roald Dahl's Esio Trot                                                      | мистер Генри Хоппи        |
| 2015 | ф  | Сапожник                                                            | The Cobbler                                                                 | Абрахам Симкин            |
| 2015 | ф  | Программа                                                           | The Program                                                                 | Боб Хамман                |
| 2016 | мф | Кунг-фу панда 3                                                     | Kung Fu Panda 3                                                             | Мастер Шифу               |
| 2017 | ф  | Истории семьи Майровиц                                              | The Meyerowitz Stories                                                      | Гарольд Мейровиц          |
| 2019 | ф  | Девушка в лабиринте                                                 | L'uomo del labirinto                                                        | доктор Грин               |
| 2022 | ф  | Они сделали нас такими                                              | As They Made Us                                                             | Юджин                     |
| 2024 | ф  | Мегалополис                                                         | Megalopolis                                                                 | Нэш Берман                |
| 2024 | мф | Кунг-фу панда 4                                                     | Kung Fu Panda 4                                                             | Мастер Шифу               |
| 2025 | ф  | Смертельная Лукка                                                   | Lucca Mortis                                                                | Джейкоб                   |

### Режиссёр
| Год  |   | Русское название | Оригинальное название | Роль     |
| ---- | - | ---------------- | --------------------- | -------- |
| 2012 | ф | Квартет          | Quartet               | режиссёр |

### Телевидение
| Год       |    | Русское название             | Оригинальное название          | Роль                          |
| --------- | -- | ---------------------------- | ------------------------------ | ----------------------------- |
| 1961—1963 | с  | Обнажённый город             | Naked City                     | Финни, Лестер Стентон (2 эп.) |
| 1962—1965 | с  | Защитники                    | The Defenders                  | Бадди, Роберт Берк (2 эп.)    |
| 1965      | с  | Медсёстры                    | The Nurses                     | Ларсон (1 эп.)                |
| 1966      | тф |                              | The Journey of the Fifth Horse | Зодич                         |
| 1966      | тф | Звёздный фургон              | The Star Wagon                 | Ханус Уикс                    |
| 1966      | тф |                              | A Christmas Masque             | Дракон                        |
| 1967      | с  |                              | ABC Stage 67                   | Джей Джей Симмонс (1 эп.)     |
| 1968      | с  | Премьера                     | Premiere                       | Артур Грин (1 эп.)            |
| 1971      | мф |                              | The Point                      | рассказчик (первый показ)     |
| 1985      | тф | Смерть коммивояжёра          | Death of a Salesman            | Уилли Ломан                   |
| 2011—2012 | с  | Удача                        | Luck                           | Честер «Туз» Бернштейн        |
| 2016      | с  | Медичи: Повелители Флоренции | Medici: Masters of Florence    | Джованни ди Биччи де Медичи   |

### Продюсер
| Год  |    | Русское название   | Оригинальное название  | Роль     |
| ---- | -- | ------------------ | ---------------------- | -------- |
| 1978 | ф  | Испытательный срок | Straight Time          | продюсер |
| 1999 | ф  | Прогулка по Луне   | A Walk on the Moon     | продюсер |
| 1999 | тф | Арифметика дьявола | The Devil’s Arithmetic | продюсер |
| 1999 | ф  | Фурии              | The Furies             | продюсер |

## Награды и номинации
| Год  | Название                    | Награда                                | Категория                                               | Результат                               |
| ---- | --------------------------- | -------------------------------------- | ------------------------------------------------------- | --------------------------------------- |
| 1966 | «Путешествие пятой лошади»  | Obie                                   | «Лучшая мужская роль»                                   | Победа                                  |
| 1967 | Eh?                         | «Драма Деск»                           | «Лучшая мужская роль — пьеса»                           | Победа                                  |
| 1967 | Eh?                         | Theatre World Award                    | «Лучшая мужская роль»                                   | Победа                                  |
| 1968 | «Выпускник»                 | «Оскар»                                | «Лучшая мужская роль»                                   | Номинация                               |
| 1968 | «Выпускник»                 | «Золотой глобус»                       | «Лучшая мужская роль — комедия или мюзикл»              | Номинация                               |
| 1968 | «Выпускник»                 | «Золотой глобус»                       | «Самый перспективный новичок»                           | Победа                                  |
| 1968 | «Выпускник»                 | BAFTA                                  | «Самый перспективный новичок»                           | Победа                                  |
| 1968 | «Выпускник»                 | «Лоурел»                               | «Лучшее мужское исполнение комедийной роли»             | Номинация                               |
| 1968 | «Выпускник»                 | «Лоурел»                               | «Новое лицо — мужчина»                                  | Номинация                               |
| 1969 | «Полуночный ковбой»         | «Оскар»                                | «Лучшая мужская роль»                                   | Номинация                               |
| 1969 | «Полуночный ковбой»         | «Золотой глобус»                       | «Лучшая мужская роль — драма»                           | Номинация                               |
| 1969 | «Полуночный ковбой»         | BAFTA                                  | «Лучшая мужская роль»                                   | Победа                                  |
| 1969 | «Полуночный ковбой»         | «Давид ди Донателло»                   | «Лучший иностранный актёр»                              | Победа совместно с Питером О’Тулом      |
| 1969 | «Полуночный ковбой»         | «Лоурел»                               | «Лучшее мужское исполнение драматической роли»          | Победа                                  |
| 1969 | «Полуночный ковбой»         | Национальное общество кинокритиков США | «Лучшая мужская роль»                                   | Номинация                               |
| 1969 | «Полуночный ковбой»         | Круг кинокритиков Нью-Йорка            | «Лучшая мужская роль»                                   | Номинация                               |
| 1969 | «Джон и Мэри»               | «Золотой глобус»                       | «Лучшая мужская роль — комедия или мюзикл»              | Номинация                               |
| 1969 | «Джон и Мэри»               | BAFTA                                  | «Лучшая мужская роль»                                   | Победа                                  |
| 1971 | «Маленький большой человек» | BAFTA                                  | «Лучшая мужская роль»                                   | Номинация                               |
| 1971 | «Маленький большой человек» | «Лоурел»                               | «Лучшее мужское исполнение комедийной роли»             | Номинация                               |
| 1971 | «Маленький большой человек» | «Лоурел»                               | «Звезда (мужчина)»                                      | Победа                                  |
| 1975 | «Ленни»                     | «Оскар»                                | «Лучшая мужская роль»                                   | Номинация                               |
| 1975 | «Ленни»                     | «Золотой глобус»                       | «Лучшая мужская роль — драма»                           | Номинация                               |
| 1975 | «Ленни»                     | BAFTA                                  | «Лучшая мужская роль»                                   | Номинация                               |
| 1977 | «Марафонец»                 | «Золотой глобус»                       | «Лучшая мужская роль — драма»                           | Номинация                               |
| 1977 | «Марафонец»                 | BAFTA                                  | «Лучшая мужская роль» также за «Вся президентская рать» | Номинация                               |
| 1977 | «Марафонец»                 | «Давид ди Донателло»                   | «Лучший иностранный актёр»                              | Победа совместно с Сильвестром Сталлоне |
| 1979 | «Крамер против Крамера»     | «Оскар»                                | «Лучшая мужская роль»                                   | Победа                                  |
| 1979 | «Крамер против Крамера»     | «Золотой глобус»                       | «Лучшая мужская роль — драма»                           | Победа                                  |
| 1979 | «Крамер против Крамера»     | BAFTA                                  | «Лучшая мужская роль»                                   | Номинация                               |
| 1979 | «Крамер против Крамера»     | «Давид ди Донателло»                   | «Лучший иностранный актёр»                              | Победа совместно с Джеком Леммоном      |
| 1979 | «Крамер против Крамера»     | «Серебряная рамка»                     | «Лучший иностранный актёр»                              | Номинация                               |
| 1979 | «Крамер против Крамера»     | Круг кинокритиков Канзаса              | «Лучшая мужская роль»                                   | Победа                                  |
| 1979 | «Крамер против Крамера»     | Ассоциация кинокритиков Лос-Анджелеса  | «Лучшая мужская роль»                                   | Победа                                  |
| 1979 | «Крамер против Крамера»     | Национальное общество кинокритиков США | «Лучшая мужская роль»                                   | Победа также за «Агату»                 |
| 1979 | «Крамер против Крамера»     | Круг кинокритиков Нью-Йорка            | «Лучшая мужская роль»                                   | Победа                                  |
| 1982 | «Тутси»                     | «Оскар»                                | «Лучшая мужская роль»                                   | Номинация                               |
| 1982 | «Тутси»                     | «Золотой глобус»                       | «Лучшая мужская роль — комедия или мюзикл»              | Победа                                  |
| 1982 | «Тутси»                     | BAFTA                                  | «Лучшая мужская роль»                                   | Победа                                  |
| 1982 | «Тутси»                     | Общество кинокритиков Бостона          | «Лучшая мужская роль»                                   | Победа                                  |
| 1982 | «Тутси»                     | Ассоциация кинокритиков Лос-Анджелеса  | «Лучшая мужская роль»                                   | Номинация                               |
| 1982 | «Тутси»                     | Национальное общество кинокритиков США | «Лучшая мужская роль»                                   | Победа                                  |
| 1985 | «Смерть коммивояжёра»       | «Золотой глобус»                       | «Лучшая мужская роль — мини-сериал или телефильм»       | Победа                                  |
| 1985 | «Смерть коммивояжёра»       | Прайм-таймовая премия «Эмми»           | «Лучшая мужская роль в мини-сериале или фильме»         | Победа                                  |
| 1985 | «Смерть коммивояжёра»       | «Серебряная лента»                     | «Лучший иностранный актёр»                              | Номинация                               |
| 1988 | «Человек дождя»             | «Оскар»                                | «Лучшая мужская роль»                                   | Победа                                  |
| 1988 | «Человек дождя»             | «Золотой глобус»                       | «Лучшая мужская роль — драма»                           | Победа                                  |
| 1988 | «Человек дождя»             | BAFTA                                  | «Лучшая мужская роль»                                   | Номинация                               |
| 1988 | «Человек дождя»             | Ассоциация кинокритиков Чикаго         | «Лучшая мужская роль»                                   | Номинация                               |
| 1988 | «Человек дождя»             | «Давид ди Донателло»                   | «Лучший иностранный актёр»                              | Победа                                  |
| 1988 | «Человек дождя»             | Круг кинокритиков Канзаса              | «Лучшая мужская роль»                                   | Победа                                  |
| 1988 | «Человек дождя»             | Национальное общество кинокритиков США | «Лучшая мужская роль»                                   | Номинация                               |
| 1988 | «Человек дождя»             | Круг кинокритиков Нью-Йорка            | «Лучшая мужская роль»                                   | Номинация                               |
| 1989 |                             | Берлинский кинофестиваль               | Почётный «Золотой медведь»                              | Победа                                  |
| 1989 |                             | «Выбор народа»                         | «Любимый драматический киноактёр»                       | Победа                                  |
| 1991 | «Капитан Крюк»              | «Золотой глобус»                       | «Лучшая мужская роль — комедия или мюзикл» 91           | Номинация                               |
| 1996 |                             | Венецианский кинофестиваль             | Почётный «Золотой лев»                                  | Победа                                  |
| 1997 | «Плутовство»                | «Оскар»                                | «Лучшая мужская роль»                                   | Номинация                               |
| 1997 | «Плутовство»                | «Золотой глобус»                       | «Лучшая мужская роль — комедия или мюзикл»              | Номинация                               |
| 1997 | «Плутовство»                | Премия «Спутник»                       | «Лучшая мужская роль — комедия или мюзикл»              | Номинация                               |
| 1997 | «Плутовство»                | Премия Гильдии киноактёров США         | «Лучшая мужская роль»                                   | Номинация                               |
| 2003 |                             | «Империя»                              | Премия за жизненные достижения                          | Победа                                  |
| 2003 |                             | «Золотая камера»                       | Премия за жизненные достижения                          | Победа                                  |
| 2005 | «Знакомство с Факерами»     | MTV Movie Awards                       | «Лучшее исполнение комедийной роли»                     | Победа                                  |
| 2008 | «Кунг-фу Панда»             | «Энни»                                 | «Лучшее озвучивание мультфильма»                        | Победа                                  |
| 2008 | «Последний шанс Харви»      | «Золотой глобус»                       | «Лучшая мужская роль — комедия или мюзикл»              | Номинация                               |
| 2009 |                             | «Сезар»                                | Почётная премия                                         | Победа                                  |
| 2010 | «По версии Барни»           | «Джини»                                | «Лучшая мужская роль второго плана»                     | Победа                                  |
| 2010 | «По версии Барни»           | Круг кинокритиков Ванкувера            | «Лучшая мужская роль второго плана в канадском фильме»  | Победа                                  |
| 2012 | «Квартет»                   | Голливудская кинопремия                | «Прорыв в режиссуре»                                    | Победа                                  |